# Khao pad
Il Khao pad, o Khao phat (in thailandese ข้าว ผัด: khao, riso, + pad, cotto con la tecnica della frittura al salto) è un piatto thailandese a base di riso fritto.

## Ingredienti e cottura
Viene preparato con la varietà di riso Jasmine, che viene prima bollito o cotto al vapore e in seguito fritto al salto in padella assieme ad altri ingredienti che possono essere carne (pollo, maiale, vitello, granchio, manzo o gamberi), uova, cipolle, verdure, coriandolo e aglio.
Infine viene condito con salse che vengono versate sul riso, tra cui la salsa di soia, la salsa piccante e la salsa di pesce (nam pla). Solitamente viene servito accompagnato da cetrioli tagliati a fettine sottili.

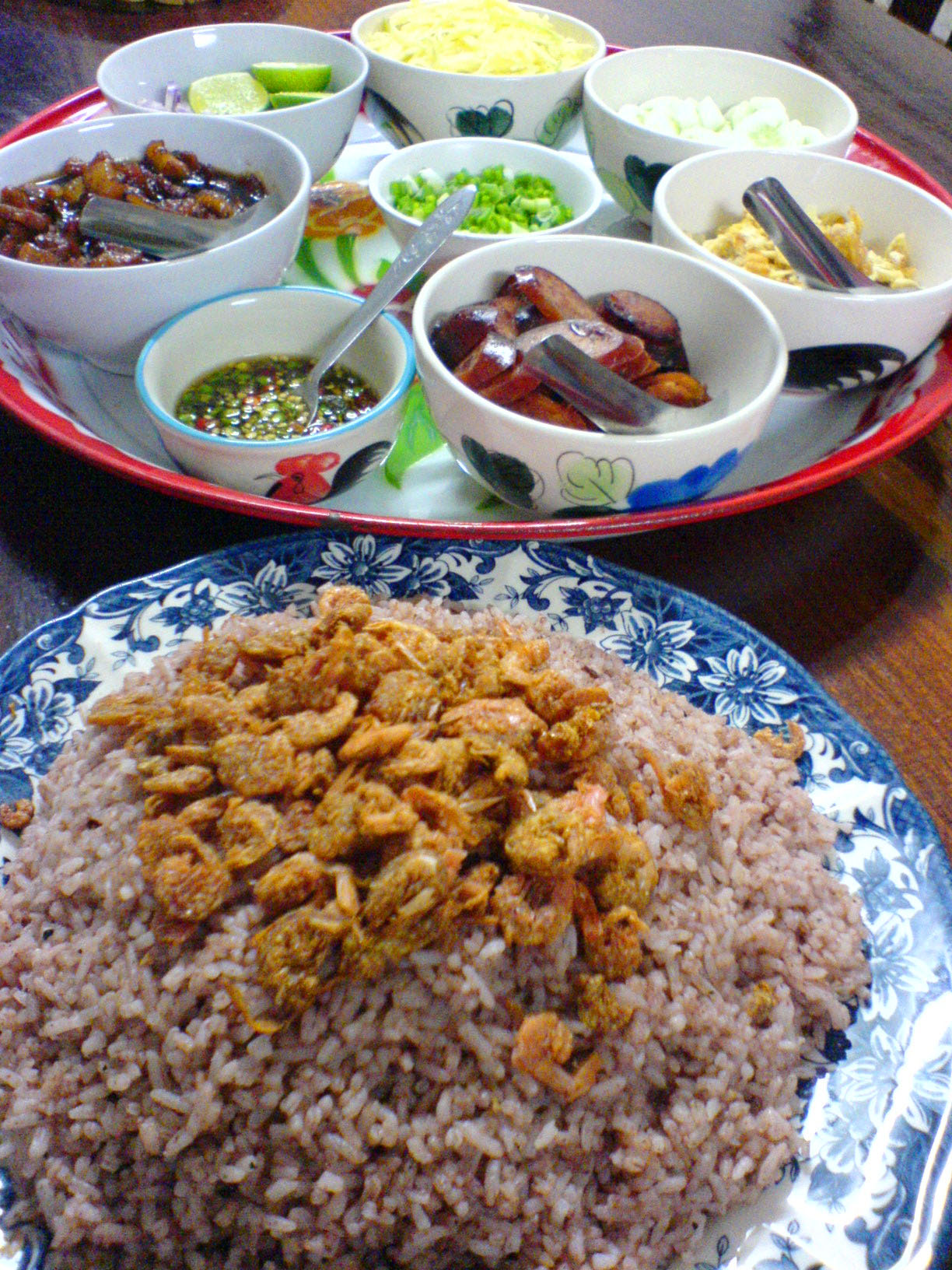
Khao khluk kapi

## Varianti
- Khao pad all'ananas (in thailandese ข้าว ผัด สับปะรด, khao pad sap ba rot), in cui gli ingredienti principali sono ananas fresco, gamberetti e uova. Per insaporire si usano aglio e cipolla tritati, polvere di curry, coriandolo, salsa di soia e sale.[2]

- Riso con pasta di gamberetti (in thailandese ข้าวคลุกกะปิ, khao khluk kapi), fritto al salto con pasta di gamberetti servito con a fianco verdure crude come il mango verde tritato, fettine di cetriolo, fagiolini e scalogno, oltre a gamberetti e peperoncini secchi fritti, carne di maiale, fettine di frittata e lime. A volte il riso viene bollito anziché fritto al salto.[3][4]
- Riso fritto con basilico sacro (in thailandese ข้าวผัดกะเพรา, khao phad kaphrao), versione al riso fritto del popolare piatto nazionale phad kaphrao.[5]
- Riso fritto americano (khao phad amerikan), servito ai militari statunitensi in servizio in Thailandia ai tempi della guerra del Vietnam e preparato con hot dog, pollo fritto e uova.[6]
- Altre versioni sono quelle con il curry verde (khao phad kaeng khiao wan), al thai curry (khao phat phong kari), al cocco, ecc.